# Alexis Macquart
Pour les articles homonymes, voir Macquart.
Alexis Macquart (né en 1977) est un humoriste et acteur français.

## Biographie
Originaire du département du Pas-de-Calais, Alexis Macquart étudie le Droit, le cinéma et fait un DEUG d'anglais.
En 2006, il est repéré par Jamel Debbouze qui l'intègre dans le Jamel Comedy Club où il se produit au théâtre de Dix heures et sur Canal+. L'année suivante, il joue son premier spectacle intitulé Corrosif au théâtre des Blancs-Manteaux.
En 2010, Alexis Macquart anime un journal télé satirique dans l'émission de Cyril Hanouna, Pliés en 4 diffusée sur France 4. La même année il se lance dans l'émission On n'demande qu'à en rire.
À partir de septembre 2011, il est à l'affiche de son second one-man-show Alexis Macquart, faites-le taire !, mis en scène par David Salles, au Palais des glaces,.
En octobre 2011, il joue dans la série à succès du Grand Journal de Canal+, Bref.

## Filmographie
- 2011 : Bref (épisode 13)

## Spectacles

### Sur scène
- 2006 : Tournée avec le Jamel Comedy Club
- 2007 : Corrosif
- 2011 : Alexis Macquart, faites-le taire ! mise en scène de David Salles
- 2014 : Desperate Housemen au Grand Point Virgule avec Jérôme Daran et Stéphane Murat

### À la télévision
- Émission du Jamel Comedy Club sur Canal+
- Émission Pliés en 4 sur France 4
- Festival du rire de Montreux sur France 4